# Шалгай (Жаркаинский район)
Шалгай (каз. Шалгай) — упразднённое село в Жаркаинском районе Акмолинской области Казахстана. Входило в состав Шалгайского сельского округа. Исключено из учётных данных в 2005 года.

## География
Село располагалось на берегу реки Терисаккан, в 110 км на юго-восток от центра района города Державинск.

## Население
В 1989 году население села составляло 1095 человек (из них русских 38 %). По данным переписи 1999 года в селе проживал 291 человек (150 мужчин и 141 женщина).
| Численность населения | Численность населения |
| 1989                  | 1999                  |
| --------------------- | --------------------- |
| 1095                  | ↘291                  |